# Orches
Orches település Franciaországban, Vienne megyében. Lakosainak száma 356 fő (2022. január 1.). Orches Berthegon, Saint-Genest-d’Ambière, Savigny-sous-Faye, Sérigny és Sossais községekkel határos.

## Népesség
A település népességének változása:
| Lakosok száma | 395  | 406  | 411  | 410  | 394  | 378  | 362  | 356  | 356  |
|               | 2013 | 2015 | 2016 | 2017 | 2018 | 2019 | 2020 | 2021 | 2022 |